# Darryl Strawberry
Darryl Eugene Strawberry (* 12. März 1962 in Los Angeles, Kalifornien) ist ein ehemaliger US-amerikanischer Baseballspieler und -manager, der für sein Spiel auf dem Platz so berühmt war, wie er auch für seine Eskapaden berüchtigt war. In seiner 17-jährigen Karriere in den 80er und 90er Jahren führte er die New York Mets und die New York Yankees zu insgesamt vier World-Series-Titeln und wurde von 1984 bis 1991 achtmal in Folge in das Baseball All-Star Team berufen.

## Jugend und erste Jahre
Darryl Strawberry, ein Junge mit indianischen Wurzeln, wurde in den Ghettos Los Angeles geboren. Im Stadtteil South Central ging er auf die Crenshaw High School, wo er für die Crenshaw High Cougars im berühmten 1979er Team, zusammen mit Chris Brown, spielte. 1980 wurde er das erste Mal für die New York Mets verpflichtet, nachdem er als der schwarze Ted Williams bezeichnet wurde. In New York spielte er 1983 das erste Mal in der MLB und konnte gleich mit 26 Home Runs und vielen weiteren Leistungen glänzen. Er wurde zum National League's Rookie of the Year gekürt und konnte seine Erfolge 1984 bestätigen. Erneut gingen 26 Home Runs auf sein Konto und er wurde das erste Mal ins Baseball All-Star Team berufen.

## Glanzzeit
Obwohl Strawberry 1985 dreiundvierzig Spiele aufgrund einer Daumenverletzung nicht bestreiten konnte, erzielte er in der ganzen Saison 29 Home Runs. 1986 gewannen die New York Mets das zweite Mal die World Series, nicht zuletzt durch 27 Home Runs von Strawberry. Obwohl er 1987 die beeindruckende Zahl von 39 Home Runs erzielte, außerdem auch noch 37 Bases stahl und andere persönliche Erfolge feierte, verpassten die Mets die Play-offs. 1988 schaffte er schon wieder 39 Home Runs, er erreichte zwar mit den Mets die Play-offs, schied aber gegen die Dodgers im Kampf um die National League Championship Series aus. 1989 wurden die Mets zweiter hinter den Chicago Cubs in der National League East. 1990 schaffte er noch einmal 37 Home Runs, wurden aber erneut nur Zweiter um den Kampf in der National League East, hinter den Pittsburgh Pirates. In den acht Jahren zwischen 1984 und 1991 wurde er jedes Jahr ins Baseball All-Star Team berufen. In dieser Zeit war er sehr populär und beliebt, sowohl Poster und Flaggen wurden von ihm gedruckt, wie auch Action-Figuren produziert und verkauft wurden.
So berühmt er auch war, so kontrovers waren auch seine Eskapaden auf und neben dem Platz. Er kam oft zu spät zum Training oder auch gar nicht. Er stritt sich öffentlich mit seinen Mannschaftskollegen und zog so den Zorn dieser auf sich, welche ihn sogar mit Gewalt bedrohten (Wally Backman: “bust that little redneck in the face”).

## Spätere Jahre und Comeback
1991 mit erst 29 Jahren hatte er bereits 280 Home Runs erzielt und wurde mit Home Run-König Hank Aaron verglichen. Trotz solcher Statistiken fühlte er sich äußerst schlecht und wurde depressiv. Er unterschrieb einen Vertrag bei den Los Angeles Dodgers und spielte dort, als seine Probleme überhandnahmen. Er schlug seine Ehefrau Lisa und erzählte öffentlich, dass es sein Wunsch sei, Los Angeles abzubrennen. Nachdem er in seinem ersten Jahr in seiner Karriere auf Anhieb 28 Home Runs erzielt hatte, brachte er es in den nächsten zwei Jahren auf nicht mehr als insgesamt zehn Stück. Auf seinen dreihundertsten musste er sogar noch fünf Jahre warten. Strawberry ging 1994 zu den San Francisco Giants, wo sein Stern noch weiter sank. Er schaffte während der ganzen Saison nur vier Home Runs und wurde 1995 für ein Jahr suspendiert, nachdem er überführt wurde, dass er Kontakt zu illegalen Drogen hatte. Im Mai 1996 versuchte er sich zu rehabilitieren und ging zu den Saint Paul Saints. Dort erzielte er im Juni seinen ersten Home Run nach fast zwei Jahren gegen die Duluth-Superior Dukes. Mit der Verpflichtung Strawberrys bei den New York Yankees im darauf folgenden Juli 1996 erlebte er ein Comeback. Er zeigte wieder Leistungen, die an seine Glanzzeiten erinnerten. Obwohl er 1996 nur elf Home Runs erzielen konnte, gewannen die Yankees die World Series, an der Seite seines ehemaligen Teamkollegen bei den New York Mets, Dwight Gooden. 1997 konnte er wegen seiner Verletzungen nahezu das komplette Jahr nicht spielen, konnte aber 1998 mit den Yankees World Series Sieger werden und erzielte 24 Home Runs. 1999, in dem Jahr, in dem bei ihm Darmkrebs diagnostiziert wurde, erzielte er nur noch drei Home Runs, wurde noch einmal World-Series-Sieger mit den Yankees und beendete wegen seiner Krebserkrankung seine Karriere. Obwohl er mit Hank Aaron verglichen wurde und ihm prophezeit wurde, er könne dessen Home Run-Rekord brechen, schaffte er wegen seines Karrierebruchs und seiner privaten Probleme nicht einmal die Hälfte der Home Runs von Hank Aaron. Trotzdem konnte er eine beeindruckende Bilanz von insgesamt 335 Home Runs, 1000 RBIs und eine durchschnittliche Punktzahl von .505 erreichen, außerdem gewann er viermal die World Series und wurde achtmal in Folge in das Baseball All-Star Team gewählt.

## Nach der Karriere
1995 arbeitete er als Trainer bei den Mets. Strawberry konnte nach dem Ende seiner Karriere nur wenige positive Nachrichten von sich hören lassen. Er nahm am 19. August 2006 an einer Reunion des World Series Teams der New York Mets teil, wo er und der Rest der Mannschaft im Shea Stadium von den Fans Standing Ovations bekamen. Obwohl er nicht eingeladen war, aufgrund der Zerwürfnisse mit dem Team, erschien er trotzdem und wurde ebenfalls gefeiert. Er lebt heute in St. Charles, Missouri. Er ist der einzige Spieler, der mit beiden New Yorker Mannschaften die World Series gewinnen konnte. 1986 mit den Mets und 1996, 1998 und 1999 mit den Yankees.
Am 12. Oktober 2006 durfte er den ersten Wurf im ersten Saisonspiel der New York Mets im Spiel gegen die St. Louis Cardinals ausführen, was für großen Beifall bei den Zuschauern sorgte.
Zu seinem Sohn, D.J. Strawberry, ein College Basketballspieler an der Universität von Maryland, hat er wenig Kontakt. Sein Sohn brach den Kontakt ab, da sein Vater in seiner Jugend nie für ihn da war. Trotzdem sieht man Darryl Strawberry regelmäßig bei den Spielen seines Sohns.

## Eskapaden
- Am 29. Januar 1987 trennte sich seine Frau Lisa von ihm, nachdem er ihr im Oktober 1986 nach einem Spiel die Nase brach. 1993 ließen sie sich scheiden. Sie haben zwei gemeinsame Kinder.
- Am 7. April 1989 wurde er von einer Frau namens Lisa Clayton beschuldigt, er sei der Vater ihres Sohnes. Ein Bluttest konnte die Vaterschaft im Januar 1990 tatsächlich bestätigen.
- Am 26. Januar 1990, zwei Tage nachdem die Vaterschaft bestätigt wurde, wurde er von der Polizei festgenommen, da er seine Frau Lisa geschlagen und mit einer Pistole bedroht hatte. Kurz darauf wurde er wieder freigelassen.
- Am 3. Februar 1990 ging er in eine Alkoholentziehungskur.
- Am 4. September 1993 kam er in Polizeigewahrsam, da er seine damalige Freundin Charisse Simon, welche zu der Zeit im dritten Monat schwanger war, geschlagen hatte. Sie gab später zu, ihn zuvor mit einem Baseballschläger geschlagen zu haben, sie versöhnten sich und das Paar heiratete darauf am 3. Dezember 1993. Die beiden haben zusammen drei Kinder.
- Am 3. April 1994 erschien er nicht zu einem Baseballspiel und wurde erst in der Nacht wiedergefunden. Er gab zu, an einem Drogenproblem zu leiden und begab sich für vier Wochen ins Betty Ford Center.
- Am 6. Februar 1995 wurde er für 60 Tage von der Major League Baseball suspendiert, da er positiv auf Kokain getestet wurde. Am selben Tag wurde er von den San Francisco Giants entlassen.
- Am 24. April 1995 wurde er zur Zahlung von 350.000 Dollar wegen Steuerhinterziehung verklagt.
- Am 11. Dezember 1995 wurde er zur Zahlung von Unterhalt an seine Ex-Frau Lisa verklagt. Nachdem er ein Ultimatum bis Juni 1996 verstreichen ließ, willigte er im Juli letztendlich doch ein, für seine Kinder zu zahlen.
- Am 3. Oktober 1998 wurde er am Darm operiert und ihm wurden ein Tumor sowie 6 cm seines Darms entfernt, nachdem zwei Tage zuvor der Darmkrebs bei ihm diagnostiziert worden war. Wenige Tage später wurde festgestellt, dass der Krebs bereits auf die Lymphknoten übergegangen war. Er begann mit einer Chemotherapie.
- Am 14. April 1999 wurde er von einer Polizistin angezeigt, die er als Prostituierte beleidigt haben soll. Außerdem hatte er zu dem Zeitpunkt eine kleine Menge Kokain bei sich.
- Am 19. Januar 2000 wurde er erneut positiv auf Kokain getestet, kurz darauf von der Major League Baseball für ein Jahr suspendiert, wo er aber sowieso nicht mehr spielte.
- Am 28. Juli 2000 wurde bei einem CT-Scan festgestellt, dass sich sein Krebs weiter ausgebreitet hatte und er musste sich einer erneuten Operation unterziehen.
- Am 11. September 2000 wurde er in Tampa erwischt, wie er unter Drogeneinfluss einen Verkehrsunfall erlitt und Fahrerflucht beging. Er wurde zu einem Jahr gemeinnützige Arbeit verurteilt.
- Am 25. Oktober 2000 wurde er zu dreißig Tagen Gefängnis verurteilt, weil er zusammen mit einem Freund Drogen konsumierte. Vor Gericht gab er an, seinen Lebenswillen verloren zu haben und die Chemotherapie beenden zu wollen. Nach Ablauf seiner Haftstrafe unterzog er sich trotzdem wieder einer Therapie.
- Am 7. Oktober 2005 ließ sich seine zweite Ehefrau, Charisse, von ihm scheiden.

## Werke
- Darryl Strawberry, Dan Castellano: Darryl! Contemporary Books, Chicago 1986, ISBN 0-8092-5028-4.
- Darryl Strawberry, Don Gold: Hard learnin'. Berkley Books, New York 1990, ISBN 0-425-12651-X.
- Charisse Strawberry, Darryl Strawberry: Recovering Life. Plough Pub. House, Farmington 1999, ISBN 0-87486-988-9.
- Darryl Strawberry, John Strausbaugh: Straw: Finding My Way. Ecco Press, New York 2009, ISBN 978-0-06-170420-8.